# Battlefield 2
Battlefield 2 (BF2) — мережева відеогра в жанрі тактичного шутера з елементами стратегії і рольової гри. Гра була розроблена компанією EA Digital Illusions CE (DICE) та видана Electronic Arts у червні 2005 року. Вона стала третьою грою в серії Battlefield (незважаючи на число «2» в назві). Гра була випущена на ігрових приставках Xbox, Xbox 360 та PS2 під назвою Battlefield 2: Modern Combat, значно змінена у порівнянні з версією для ПК — як ігровим процесом, так і змістом.
На відміну від попередніх ігор серії, Battlefield 2 присвячена вигаданій війні близького майбутнього (на момент виходу гри), а не минулого. Гра включає однокористувацький режим та багатокористувацький через Інтернет або локальну мережу.

## Ігровий процес

### Основи
Battlefield 2 пропонує гравцеві взяти на себе роль військового у битвах між двома командами. Головне завдання кожної з них — захоплення ключових точок, позначених прапорами. На початку бою в обох сторін є одна чи кілька стартових позицій, які неможливо захопити ворогу. За решту, розташованих на мапі, і точиться бій. Кожна команда має запас «квитків», який витрачається на повернення вбитих учасників бою у стрій. Команда, у якій менше прапорів, ніж у супротивника, поступово втрачає «квитки» і коли їхня кількість опускається до 0, команда програє. Захоплення прапора на точці відбувається поступово — необхідно підняти свій прапор і зняти ворожий, якщо він там встановлений.
Гравець може вибрати для себе одну з трьох сторін: USMC (US Marine Corps – корпус морської піхоти США) M EC,(Middle East Coalition – Середньосхідна коаліція) або PLA/China (People Liberation Army – Народно-визвольна армія Китаю). На кожному боці в двох командах можуть битися 32 учасника конфлікту. На вибір доступно кілька класів військових і техніка, кожні зі своїм озброєнням. По завершенню бою на екран виводиться статистика на кожного гравця (число захоплених точок, вбивства ворогів, власні смерті) і видаються очки, які витрачаються на підняття рангу. Найкращий гравець надалі стає командувачем всієї команди. Ще кілька гравців, які зайняли в таблиці друге-четверте місця, отримують змогу очолити власний загін до п'яти осіб. Гравці одного загону здатні голосом спілкуватися в процесі гри, а командир загону може говорити з командувачем. Крім того, гравці загону можуть відроджуватися поруч з командиром загону. Таким чином, досягається тактична взаємодія на полі бою.
Для подолання мовного бар'єру, а також для вирішення ситуації, коли у частини гравців загону немає мікрофона, введено велику кількість вбудованих радіокоманд та покажчиків різних типів, від вказівки місця збору на мапі до наказу підірвати який-небудь об'єкт. Вбудовані радіокоманди доступні всім гравцям, однак для членів загону існує окрема радіочастота, недоступна солдатам-одинакам. Між командиром загону та командувачем повідомлення передбачають також можливість запросити у командувача десантування боєприпасів, транспорту, підтримку у вигляді безпілотного літального апарата або артилерійський удар за певними координатами. Командувач має змогу використовувати супутникове сканування місцевості, яке підсвічує на мапі всі ворожі об'єкти (солдатів та техніку) червоним кольором, і, в разі необхідності, позначати їх на мапі для всіх підлеглих.

### Спеціалізація бійців
Солдати в грі діляться на сім класів, кожний з яких ефективний при виконанні певних завдань. Так, наприклад, снайпер призначений для знищення живої сили противника на великих відстанях та майже безсилий проти броньованої техніки, в той час як основним завданням протитанкового бійця є знищення техніки, і він мало пристосований для ведення бою з піхотою. Розрізняються класи зброєю, доступною бійцям, а також запасом витривалості (визначає відстань, яку солдат здатний безперервно пробігти) та наявністю бронежилета, який прямо впливає на те, наскільки важко вбити бійця. За останніми двома характеристиками класи діляться на легкі (немає бронежилета, висока витривалість) та важкі (є бронежилет, низька витривалість). Вибір класу здійснюється перед початком бою або,коли гравець вбитий, до відродження. Живі солдати можуть змінити клас, підібравши озброєння вбитих. У кожного класу також відкривається (з отриманням нових звань) додаткове озброєння, крім штатного.
У грі представлені такі класи:
- Боєць Спецпідрозділу (англ. Special Operations). Легкий клас, призначений переважно для диверсійної діяльності в тилу ворога — підриву стратегічних об'єктів, для чого має п'ять дистанційно керованих зарядів C4, які також вельми ефективні проти бронетехніки. Зброя: ніж, пістолет з глушником (Beretta 92F для USMC, QSZ-92 для PLA та МР-444 для MEC), короткодульний карабін (M4 (автомат) з коліматорним прицілом для USMC, QBZ-97 для PLA та АКС-74У з коліматорним прицілом для MEC), ручні гранати та вибухівка C4.
- Снайпер (англ. Sniper). Легкий клас, основна задача якого — знищення піхоти противника на великих відстанях. Озброєний снайперською гвинтівкою (M24 для USMC, QBU-88 для PLA, Снайперська гвинтівка Драгунова для MEC), пістолетом з глушником, ножем, гранатами та протипіхотними мінами M18A1 «Клеймор».
- Штурмовик (англ. Assault). Важкий клас, найкраще пристосований для ведення бою з піхотою противника на ближніх та середніх дистанціях. Озброєний штурмовою гвинтівкою з підствольним гранатометом (M16A2 з М203, Автомат Калашникова з ГП-25 або АК-101 з ГП-30), пістолетом, ножем та димовою шашкою.
- Підтримка (англ. Support). Важкий клас, основна задача — прикриття дружніх бійців шквальним вогнем з кулемета та постачання їх боєприпасами. Озброєний ручним кулеметом M249 SAW (USMC), Type 95 (PLA) або РПК-74 (MEC), пістолетом, ножем та гранатами. Крім того, має фактично нескінченний запас боєприпасів будь-якого типу.
- Інженер (англ. Engineer). Легкий клас, переважно призначений для лагодження техніки (при безпосередньому контакті) та споруд (стратегічні об'єкти та мости). Озброєний дробовиком (Remington 11-87 для USMC, Norinco 982 для PLA та Сайга-12 для MEC), ножем, пістолетом, ручними гранатами та протитанковими мінами, які роблять його надзвичайно ефективним проти бронетехніки.
- Медик (англ. Medic). Легкий клас, здатний лікувати поранених солдатів. Озброєний штурмовою гвинтівкою (як Штурмовик ), ножем, пістолетом, ручними гранатами. Є аптечка, за допомогою якої можна піднімати рівень здоров'я собі й дружнім бійцям поруч. Також у солдатів цього класу є дефібрилятор, за допомогою якого можна «оживляти» солдатів своєї команди, що помирають, так само як і вбивати солдатів противника.
- Протитанковий боєць (англ. Anti-tank). Важкий клас, призначений переважно для ураження техніки ворога на дистанції. Озброєний протитанковим ракетним комплексом (SRAW для USMC, Eryx для PLA та MEC), а також пістолетом, пістолетом-кулеметом (Heckler & Koch MP5, Type 85 або ПП-19) та ножем.

Коли будь-який солдат класу Медик, Підтримка або Інженер сідає в транспорт, у всіх бійців, які перебувають у певній області навколо нього, починає відповідно відновлюватися здоров'я та/або боєзапас, а техніка ремонтується. Медики та солдати підтримки також можуть кинути на землю пакет з першою допомогою або боєприпасами, туди, де вони потрібні.

### Військова техніка
Основною відмінною рисою серії ігор Battlefield є можливість управління різною військовою технікою та транспортом. Також примітно, що армія Близькосхідної коаліції в Battlefield 2 використовує техніку російського виробництва. У Battlefield 2 є такі види техніки:
Винищувачі-бомбардувальники. У грі кількість членів екіпажу таких літаків становить 2 особи, де один з них пілотує літак, може вести вогонь з бортової автогармати, ракетами класу «повітря-повітря» і некерованими бомбами, другий член екіпажу — оператор керованого озброєння — служить для того, щоб наводити ракети класу «повітря-земля» на техніку противника. Озброєння всіх літаків даного класу в грі складається з 5-ти некерованих бомб, 4-ох ракет класу «Повітря-повітря», 8-ми ракет класу «повітря-земля». До даного типу літаків відносяться: американський F-15E, китайський Су-30МКК та використовується армією MEC Су-34
Винищувачі. Кількість членів екіпажу: 1 особа. У грі озброєння таких літаків складається з 6-ти ракет класу «повітря-повітря» і 2-ох некерованих бомб, а також є вбудована автогармата. До цього типу літаків відносяться: американські F/A-18 Hornet, F-35 Lightning II — літак з можливістю вертикального зльоту та посадки, китайський літак Chengdu J-10 та використовуваний Ближньо-Східною коаліцією МіГ-29
Ударні гелікоптери. Кількість членів екіпажу: 2 осіб. Один пілотує вертоліт та приводить в дію некеровані ракети, а другий управляє гарматою на рухомій турелі та ракетами з теленаведенням. Озброєння: 8 некерованих ракет у восьми контейнерах (всього 64), 8 ракет з теленаведенням, гармата на рухомій турелі. Серед таких гелікоптерів можна зустріти: американський AH-1Z, китайський Z-10 і Мі-28.
Транспортні гелікоптери. Здатні перевозити до 6-ти осіб, двоє з яких можуть приводити в дію встановлені на бічних стулках кулемети. У грі присутні: американський UH-60, китайський Z-8 і Мі-17.
Бронетранспортери. На відміну від транспортних гелікоптерів, БТРи здатні перевозити тільки 5 осіб. Із них один управляє БТРом, йому також доступні гармата, керовані ракети та димова граната. Інші чотири використовують кулемети, що стріляють з гнізд з боків машини. Серед них американський LAV-25, китайський WZ-551, російський БТР-90.

### Мапи багатокористувацької гри
Являють собою 12 різних мап на 16/32/64 гравців:
- Далянський завод (англ. Dalian Plant)
- Дацинське нафтове родовище (англ. Daqing Oilfields)
- Долина дракона (англ. Dragon Valley)
- Перевал Фуші (англ. FuShe Pass)
- Оманська затока (англ. Gulf of Oman)
- Операція «Зачистка» (англ. Operation Clean Sweep)
- Півострів Шаркі (англ. Sharqi Peninsula)
- Пат Сонгуа (англ. Songhua Stalemate)
- Атака на Карканд (англ. Strike at Karkand)
- Болота Затана (англ. Zatar Wetlands)
- Дамба Кабра (англ. Kubra Dam) — тільки мультиплеер
- Місто Маштуур (англ. Mashtuur City) — тільки мультиплеер

З оновленнями було додано нові мапи:
- Дорога до Джалалабаді (англ. Road to Jalalabad)
- Острів Вейк (англ. Wake Island 2007) — тільки мультиплеер
- Магістраль Тампа (англ. Highway Tampa) — тільки мультиплеер
- Операція «Блакитна Перлина» (англ. Operation Blue Pearl) — тільки мультиплеер[2]

## Доповнення

### Battlefield 2: Special Forces
Дане доповнення пропонує зіграти за бійців підрозділів спеціального призначення. В аддон увійшли: війська спецпризначення американської морської піхоти (SEAL), війська британської спеціальної авіаційної служби (SAS), спецназ Російської Федерації, а також вигадані війська спеціального призначення Близькосхідної коаліції, арабські терористи та вигадані бунтівні війська створені за образом чеченських бойовиків. Особливістю даного аддону стали так звані "нічні мапи", в яких зона видимості обмежена, що змушує користуватися приладами нічного бачення. Також ігрові мапи спроектовані таким чином, щоб мінімізувати роль військової техніки, віддаючи перевагу живій силі. Тут же використовується нове обладнання: світло-шумові гранати, гранати зі сльозоточивим газом, абордажний гак, який дозволяє долати вертикальні перешкоди, пристрій екстреного спуску. Було додано і нову зброю (використовується військами спеціального призначення (FN F2000, SCAR, G-36, M-24, MP-7, РПГ-7)) і нова техніка (Мі-35, AH-64D «Longbow Apache», БМП-3, квадроцикл, гідроцикл, пікап з кулеметом, легкий всюдихід). Список мап поповнився 8-а додатковими:
- Сплеск (англ. Surge)
- Воєначальник (англ. Warlord)
- Нічний Політ (англ. Night Flight)
- Покинуте Містечко (англ. Ghost Town)
- Окунь Диявола (англ. Devil's Perch)
- Масове Знищення (англ. Mass Destruction)
- Левіафан (англ. Leviathan) тільки мультиплеер
- Залізний Алігатор (англ. The Iron Gator) тільки мультиплеер[3]

### Battlefield 2: Euro Forces
Цей міні-аддон Euro Forces пропонує зіграти за армію Євросоюзу. В аддон увійшло 3 мапи, 2 нових танки: британський Челленджер 2 і німецький Леопард 2, бойовий вертоліт Eurocopter Tiger, винищувач Eurofighter Typhoon, 7 видів стрілецької зброї, які включають в себе: штурмову гвинтівку L85A2 з підствольним гранатометом AG36, штурмову гвинтівку FAMAS, малогабаритний автомат HK53, ручний кулемет Heckler & Koch HK21 та дробовик Benelli M4. Як супротивник виступають все ті ж Китайська Народно-визвольна армія та армія Близькосхідної коаліції. Характерною особливістю даного аддона є те, що площа мап істотно збільшена порівняно з оригінальною грою, в результаті чого основний пріоритет ведення бою віддається використанню військової техніки. Мапи:
- Кар'єр Тараба (англ. Taraba Quarry)
- Велика Китайська Стіна (англ. The Great Wall of China)
- Операція Димова Завіса (англ. Operation Smoke Screen)[4]

### Battlefield 2: Armored Fury
Доповнення переносить дію гри на територію Сполучених Штатів Америки. Містить 3 нові мапи, додаткова техніка представлена бомбардувальниками Су-39, Nanchang Q-5, A-10 Thunderbolt II та легкими розвідувальними гелікоптерами: MH-6, Z-11, Eurocopter EC135. У грі гелікоптери володіють вбудованим радаром, який «підсвічує» супротивника та скорострільними кулеметами, що приводяться в дію пілотом гелікоптера. Також гелікоптери здатні перевозити двох бійців на зовнішніх пілонах. Ще були додані дві одиниці цивільного транспорту у вигляді вантажівки-тягача та легкової машини (Muscle car). Під час розробки аддона був заявлений літак AV-8B Harrier II, однак пізніше модель була вирізана з доповнення, оскільки через неї порушувався ігровий баланс. Примітно те, що в грі присутня прихована реклама, що натякала на гру Battlefield 2142, яка на той час знаходилася у розробці. Наприклад, на номері легкової машини написано 2142, на картах розташовувалися рекламні білборди із зображенням годинника, який показує час 21:42, та написом «Watch For The Future» (досл. Зазирни в майбутнє), а у вантажівці-тягачі на пасажирському сидінні можна побачити журнал з заголовком «Ice Age Approaches» (досл. Льодовиковий період близиться).
Мапи:
- Опівнічне Сонце (англ. Midnight Sun)
- Операція Збір Урожаю (англ. Operation Harvest)
- Операція Дорожня Лють (англ. Operation Road Rage)[5]